# Bombardeo de Precisión
El bombardeo de precisión se refiere al bombardeo aéreo de un objetivo con cierto grado de precisión, con el objetivo de maximizar el daño al objetivo, limitando el daño colateral . Un ejemplo sería la destrucción de un solo edificio en una zona edificada, de tal manera que se reduzca al mínimo el daño generado alrededor del objetivo. Tanto las potencias aliadas como las centrales intentaron inicialmente el bombardeo diurno de precisión durante la Primera Guerra Mundial, sin mayor eficacia, ya que la tecnología de entonces no permitía lograr la precisión necesaria. Por lo tanto, las fuerzas aéreas recurrieron al bombardeo de área, causando bajas significativas en poblaciones civiles. Desde la guerra, el desarrollo y la adopción de municiones guiadas ha aumentado considerablemente la precisión de los bombardeos aéreos. Debido a que la precisión lograda en el bombardeo depende de la tecnología disponible, la "precisión" del bombardeo de precisión es relativa al período de tiempo.
La precisión siempre ha sido reconocida como un atributo importante en el desarrollo de armas. El destacado teórico, estratega e historiador militar, el general de división JFC Fuller, consideró la "precisión de puntería" como uno de los cinco atributos reconocibles del armamento, junto con el rango de acción, el poder de ataque, el volumen de fuego y la portabilidad.

## Segunda Guerra Mundial

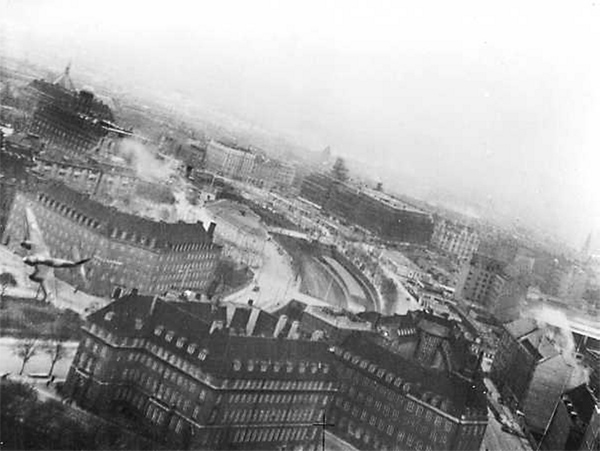
Bombardeo de precisión del cuartel general de la Gestapo en Shellhus, Copenhague, Dinamarca, en marzo de 1945. Un mosquito alejándose de su carrera de bombardeo es visible en el extremo izquierdo, centro

Para la Segunda Guerra Mundial, el bombardeo de precisión diurno se había vuelto la doctrina de guerra de la Fuerza Aérea de los Estados Unidos, para sustentar la necesidad de los nuevos bombarderos B-17 y B-24. En 1941, el plan básico para afrontar la guerra fue delineado por cuatro oficiales que habían sido los principales promotores del concepto desde la Escuela Táctica del Cuerpo Aéreo: Teniente Coronel Harold L. George, Teniente Coronel Kenneth N. Walker, Mayor Haywood S. Hansell y Mayor Laurence S. Kuter; el cual enfatizaba el bombardeo de precisión en centros industriales estratégicos, especialmente donde se producían los aviones de la Lutwaffe.
En los primeros días de la Segunda Guerra Mundial, se esperaba que los bombarderos atacaran a la luz del día y entregaran con precisión para evitar bajas civiles. La cubierta de nubes y la neblina industrial oscurecían con frecuencia los objetivos, por lo que el lanzamiento de la bomba se realizó por estima del último "arreglo" de navegación: los bombarderos arrojaron sus cargas de acuerdo con la ETA para el objetivo. Algunas fuerzas aéreas pronto descubrieron que los bombardeos diurnos provocaban grandes pérdidas, ya que la intercepción de los cazas se volvió fácil y cambiaron a bombardeos nocturnos. Esto permitió a los bombarderos una mejor oportunidad de supervivencia, pero hizo que fuera mucho más difícil incluso encontrar el área general del objetivo, y mucho menos lanzar bombas con precisión.
La Luftwaffe bucó repeler esta amenaza primeramente mediante el uso de una serie de ondas de radio para dirigir los aviones e indicar cuándo lanzar bombas. Se probaron varias técnicas diferentes, incluidas Knickebein, X-Gerät e Y-Gerät (Wotan). Estos proporcionaron una precisión impresionante: el análisis posterior al ataque británico mostró que la gran mayoría de las bombas lanzadas podían colocarse dentro de las 100 yardas (91 m) de la línea media del haz, se extiende a lo largo de unos cientos de metros alrededor del punto objetivo, incluso en condiciones de oscuridad total en un rango de varios cientos de kilómetros. Pero los sistemas dependían fatalmente de una recepción de radio precisa, y los británicos inventaron las primeras técnicas de guerra electrónica para contrarrestar con éxito esta arma en la ' Batalla de los rayos '.
Posteriormente, la RAF desarrolló sus propias técnicas de guía de haz, como GEE y Oboe . Estos sistemas podrían proporcionar una precisión de alrededor de 100 yardas de radio, y se complementaron con el sistema de radar H2S que mira hacia abajo. El desarrollo británico de bombas especializadas en "terremotos" (que debían lanzarse con mucha precisión) condujo al desarrollo de técnicas de puntería de apoyo como SABS y Pathfinder Force . Unidades especializadas como el escuadrón 617 pudieron usar estas y otras técnicas para lograr una precisión notable, como el bombardeo de la fábrica de Michelin en Clermont-Ferrand en Francia, donde se les pidió que destruyeran los talleres pero dejaran la cantina junto a ellos en pie. .
Para las Fuerzas Aéreas del Ejército de EE. UU., el bombardeo diurno era normal en base a formaciones de caja para la defensa de los cazas. El bombardeo se coordinó a través de un avión líder, pero aunque nominalmente todavía era un bombardeo de precisión (a diferencia del bombardeo de área realizado por el Comando de Bombarderos de la RAF ), el resultado del bombardeo desde alto nivel aún se extendía por un área. Antes de la guerra en los campos de práctica, algunas tripulaciones de la USAAF podían producir resultados muy precisos, pero en Europa con el clima y los cazas alemanes y los cañones antiaéreos y el entrenamiento limitado para las nuevas tripulaciones, este nivel de precisión era imposible de reproducir. Estados Unidos definió el área objetivo como un área de 1000 pies (304,8 m) círculo de radio alrededor del punto objetivo: para la mayoría de los ataques de la USAAF, solo alrededor del 20% de las bombas lanzadas impactaron en esta área. Los bombardeos diurnos de EE. UU. fueron más efectivos para reducir las defensas alemanas al enfrentarse a la Luftwaffe alemana que para destruir los medios de producción de aviones.
Un ejemplo de las dificultades del bombardeo de precisión fue una incursión en el verano del hemisferio norte de 1944 por parte de 47 B-29 en Yawata Steel Works de Japón desde bases en China. Solo un avión golpeó el área objetivo, y solo con una de sus bombas. este solo 500 lb (226,8 kg) la bomba de propósito general representó una cuarta parte del uno por ciento de las 376 bombas lanzadas sobre Yawata en esa misión. Se necesitaron 108 bombarderos B-17, tripulados por 1.080 aviadores, arrojando 648 bombas para garantizar un 96 por ciento de posibilidades de obtener solo dos impactos dentro de un 400 x 500 pies (152,4 m) Central eléctrica alemana.